# Seyyed Şafī
Seyyed Şafī (persiska: سيّد صفی) är en ort i Iran.   Den ligger i provinsen Kohgiluyeh och Buyer Ahmad, i den centrala delen av landet, 500 km söder om huvudstaden Teheran. Seyyed Şafī ligger 655 meter över havet och antalet invånare är 467.
Terrängen runt Seyyed Şafī är varierad. Runt Seyyed Şafī är det ganska tätbefolkat, med 60 invånare per kvadratkilometer. Närmaste större samhälle är Līkak, 2,8 km söder om Seyyed Şafī. Omgivningarna runt Seyyed Şafī är i huvudsak ett öppet busklandskap.